# 張放
張 放（ちょう ほう、? - 紀元前7年）は、前漢の人。京兆尹杜陵県（現在の陝西省西安市雁塔区曲江街道三兆村の北西）の人。宣帝のときの将軍張安世の玄孫にあたり、漢の成帝の従兄弟である。

## 略歴
張放は富平侯張臨と元帝の妹である敬武公主から生まれ、父の死により富平侯を受け継ぐ。
成帝に寵愛され、成帝の許皇后の妹を娶り、成帝から屋敷や莫大な下賜を賜る。侍中・中郎将となり、屯兵を監督し、将軍のように幕府を開くことを許された。成帝と寝起きを共にすることもあり、成帝が身分を隠してお忍びで城外へ出る際には常に付き従った（なお、『漢書』趙皇后伝によると成帝はお忍びの際に富平侯家の人間「張公子」と称している）。
外戚の王氏は彼の寵愛を憎んで王太后に進言し、王太后も成帝の乱行の原因は張放にあると考えた。一方、丞相の薛宣以下の大臣たちも当時起こっていた天変地異の原因を張放にあるとして彼を糾弾した。成帝はやむを得ず彼を北地都尉に左遷したが、数カ月でまたすぐに侍中としたが、王太后によってまた天水属国都尉に左遷された。しかし成帝の寵愛は変わらず、左遷先には皇帝じきじきの慰労の書が絶えなかった。
張放の母の看病を理由に都に還され、病気が癒えると河東都尉にされた。後にまた侍中・光禄大夫としたが、丞相の翟方進が弾劾したため、成帝はやむなく彼を解任し封国に行かせた。その数カ月後の綏和2年（紀元前7年）に成帝が崩御すると、張放は思慕のあまり号泣ののち死去した。諡は思侯。子の張純が富平侯を継いだ。